# Bajofondo Tango Club (álbum)
Bajofondo Tango Club es un álbum de tango pop  rioplatense, lanzado en 2002 por el sello Vibra. Es considerada como una mezcla ecléctrica de la chanson francesa, el tango, hip-hop, step y chanson.

## Lista de canciones
| N.º | Título                    | Duración |  |
| 1.  | «Montserrat»              | 5:10     |  |
| 2.  | «En mí»                   | 4:07     |  |
| 3.  | «Los tangueros»           | 5:12     |  |
| 4.  | «Mi corazón»              | 4:25     |  |
| 5.  | «Maroma»                  | 4:45     |  |
| 6.  | «Perfume»                 | 5:26     |  |
| 7.  | «Vacío»                   | 2:48     |  |
| 8.  | «Esperándote»             | 4:13     |  |
| 9.  | «Naranjo en flor»         | 4:38     |  |
| 10. | «Bruma»                   | 6:14     |  |
| 11. | «Éxodo II»                | 5:15     |  |
| 12. | «Duro y parejo»           | 5:26     |  |
| 13. | «Forma»                   | 3:55     |  |
| 14. | «El sonido de la milonga» | 5:33     |  |
| 15. | «Av. de Mayo»             | 5:42     |  |
| 16. | «Ese cielo azul»          | 6:05     |  |

## Posicionamiento en listas
| Listas (2023) | Mejor posición |
| ------------- | -------------- |
| Uruguay (CUD) | 20             |